# Stillingia tenella
Stillingia tenella är en törelväxtart som först beskrevs av Ferdinand Albin Pax och Käthe Hoffmann, och fick sitt nu gällande namn av Hans-Joachim Esser. Stillingia tenella ingår i släktet Stillingia och familjen törelväxter. Inga underarter finns listade i Catalogue of Life.